# Miranda Rae Mayo
Pour les articles homonymes, voir Mayo.
Miranda Rae Mayo est une actrice américaine née le 14 août 1990 à Fresno en Californie.
Elle est connue pour son rôle de Lacey Briggs dans Blood and Oil et de Stella Kidd dans la série Chicago Fire.

## Biographie
Elle est née à Fresno en Californie, et commence sa carrière d'actrice dans des productions sur scène et à son lycée. Elle déménage à Los Angeles et commence sa carrière de mannequin avant de faire ses débuts à la télévision.

## Carrière
En 2011, elle est l'invité d'un épisode de Los Angeles, police judiciaire.
En 2013, elle joue régulièrement dans la série de comédie The Game, et l'année suivante elle rejoint la distribution de Des jours et des vies dans le rôle de Zoe Browning.
En 2015, elle joue dans la cinquième saison de la série Pretty Little Liars,. Puis elle obtient le rôle de Lacey Briggs, la fille du magnat du pétrole Hap Briggs (Don Johnson), dans la série d'ABC Blood and Oil.
En 2015, elle apparaît dans la série True Detective et dans la série dramatique Showtime, The Affair aux côtés de Joshua Jackson, qu'elle abandonne à cause de ses obligations contractuelles pour Blood and Oil.
En 2016, elle fait ses premiers pas au cinéma dans le film The Girl in the Photographs, puis elle rejoint la distribution principale de la série Chicago Fire lors de la cinquième saison, dans le rôle du pompier Stella Kidd, aux côtés de Taylor Kinney et Jesse Spencer. La série est diffusée sur NBC.

## Filmographie

### Cinéma

#### Longs métrages
- 2016 : The Girl in the Photographs de Nick Simon : Rose

#### Courts métrages
- 2012 : How Your P*ssy Works d'Andy Maxwell et Nick Wiger
- 2014 : The Black Bachelor de Pat Bishop

### Télévision

#### Séries télévisées
- 2011 : Los Angeles, police judiciaire (Law and Order : Los Angeles) : Anna
- 2011 : Supah Ninjas : Une assistante
- 2013 : The Game : Patreece Sheibani
- 2014 - 2015 : Des jours et des vies (Days of our Lives) : Zoe Browning
- 2015 : Pretty Little Liars : Talia Sandoval
- 2015 : True Detective : Vera Machiado
- 2015 : Blood and Oil : Lacey Briggs
- 2015 : Stuck ! : Brooke
- 2016 - présent : Chicago Fire : Lieutenant Stella Kidd
- 2018 : Chicago Med : Lieutenant Stella Kidd
- 2019 : Chicago P.D : Lieutenant Stella Kidd